# Quidó Hoepfner
Quidó Cornél Hoepfner (23. srpna 1868, Spišské Podhradie – 26. února 1945, Budapešť) byl maďarský architekt. Je považován za jednu z ústředních osobností uherského a maďarského architektonického života na přelomu 19. – 20. století.

## Život a tvorba
Quidó Hoepfner absolvoval Reálné gymnázium v Levoči a v roce 1886 začal studovat na Technické univerzitě v Budapešti technické inženýrství a architekturu. Po skončení studia se usadil v Budapešti. Ještě během studia pracoval v „Uherských státních železnicích“ jako praktikant. Spolupracoval na mnoha projektech, například na projektu železniční stanice v Temešváru v Rumunsku). Zúčastnil se mnoha veřejných soutěží. V ateliéru profesora Alajose Hauszmanna (1847–1926) pracoval na dokončení přestavby a dostavby královského budínského hradu. Podílel se na návrhu jízdárny královských a nových arciknížecích stájí a řadě dalších drobných staveb. Císař František Josef I. mu za tyto práce udělil v roce 1906 Rytířský kříž řádu Františka Jozefa.

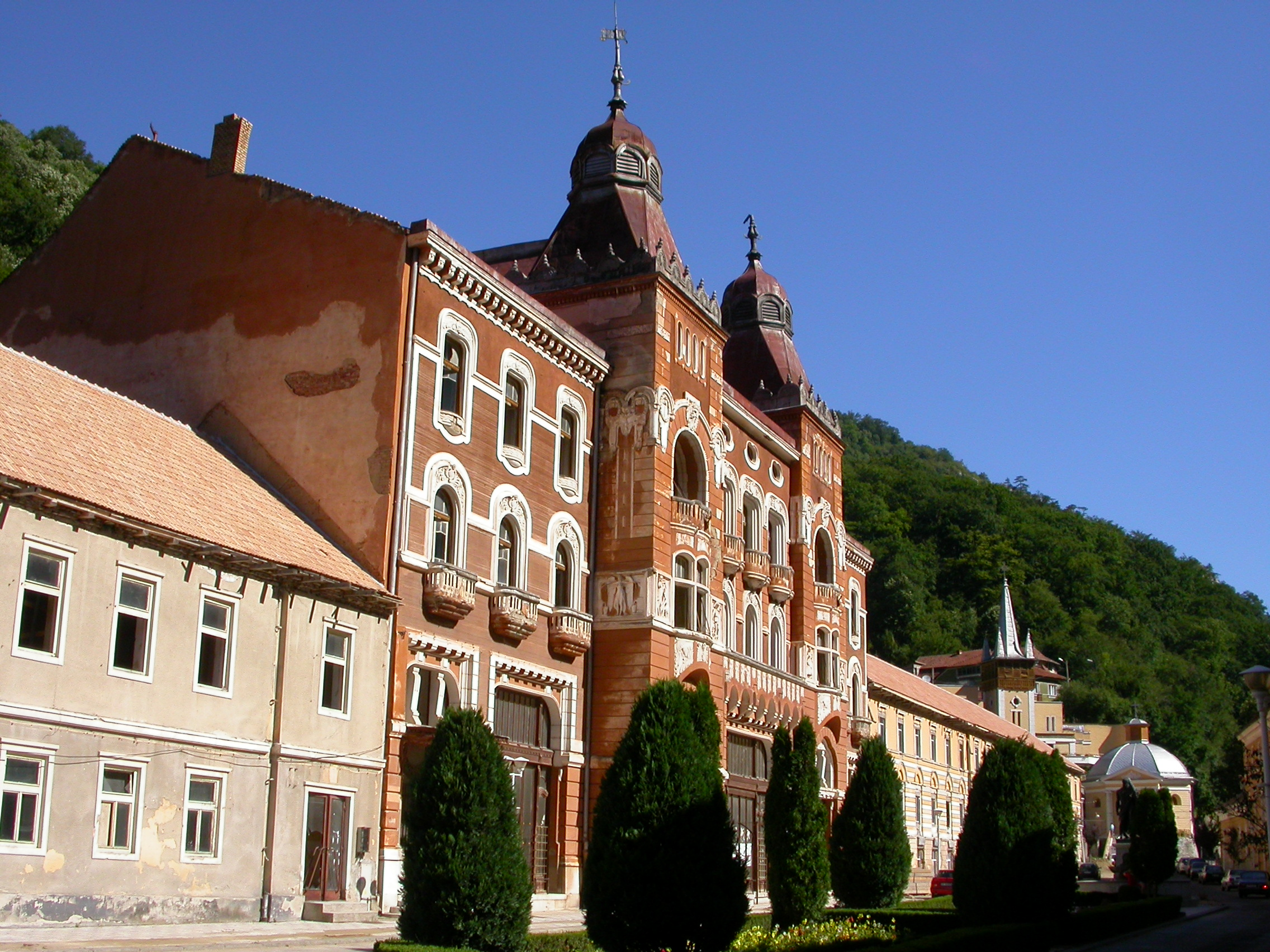
Hotel Arcikníže Josef, nyní Dacia v rumunských Herkulových lázních

Spolupracoval s architektem Gézou Györgyim (1851–1934), s nímž navrhl kromě jiných v roce 1905 honosnou vilu pro Dr. Dezső Bayera na ulici Minerva č. 3 v Budapešti včetně zařízení interiérů nebo hotel „Arcikníže Josef“ (v současnosti Dacia) v lázních Băile Herculane v dnešním Rumunsku. V roce 1911 společně začali projektovat Palác pojišťovací společnosti Viktoria na Károly körút 3 v Budapešti.
Za mnohé zajímavé realizované projekty mu panovník udělil titul „královský rádce“. Působil i jako technický poradce Spolku sanatoria arciknížete Josefa a na konci první světové války mu byl udělen Železný královský řád 3. třídy. Na sklonku života zastával v Budapešti množství reprezentačních funkcí. Na 52. výročním zasedání Spišského spolku v Budapešti 2. března 1928 byl zvolen jeho předsedou. Následující rok se stal místopředsedou Maďarského spolku inženýrů a architektů. Taktéž byl místopředsedou Národního svazu maďarských inženýrů a architektů. Funkci místopředsedy v těchto sdruženích zastával do roku 1932, kdy se stal členem horní sněmovny maďarského parlamentu.
Bratrem Quida byl bankéř, průmyslník a milovník Tater Gustav Hoepfner ml. Quido Hoepfner je pochován na tamním Farkašretském hřbitově, společně se svou první manželkou Marií, roz. Fleischerovou z Levoče (1869–1901) a dcerami Edith (1893–1918) a Lili (1894–1895).

### Tatranská tvorba
Koncem 19. století jeho otec Gustáv Hoepfner (1833–1900), který byl ředitelem Spišské úvěrové banky a ústřední spořitelny v Levoči, která měla v pronájmu Starý Smokovec a jistou dobu i Tatranskou Lomnici se přičinil o to, že Quido dostal první objednávku na projekt hotelu v Tatranské Lomnici. Uplatnil při tom dekorativní dřevěnou konstrukci, přičemž vzorem mu byla německá hrázděná architektura.
V listopadu 1897 projektoval pro Starý Smokovec drobnou stavbu květinářství a holičství, která byla o rok později realizována. Opět zde uplatnil obloukovou hrázděnou konstrukci. Tento objekt, který stál v zatáčce pod tehdejším Městským úřadem, byl zbourán po roce 1950. V té době sloužil jako cukrárna.

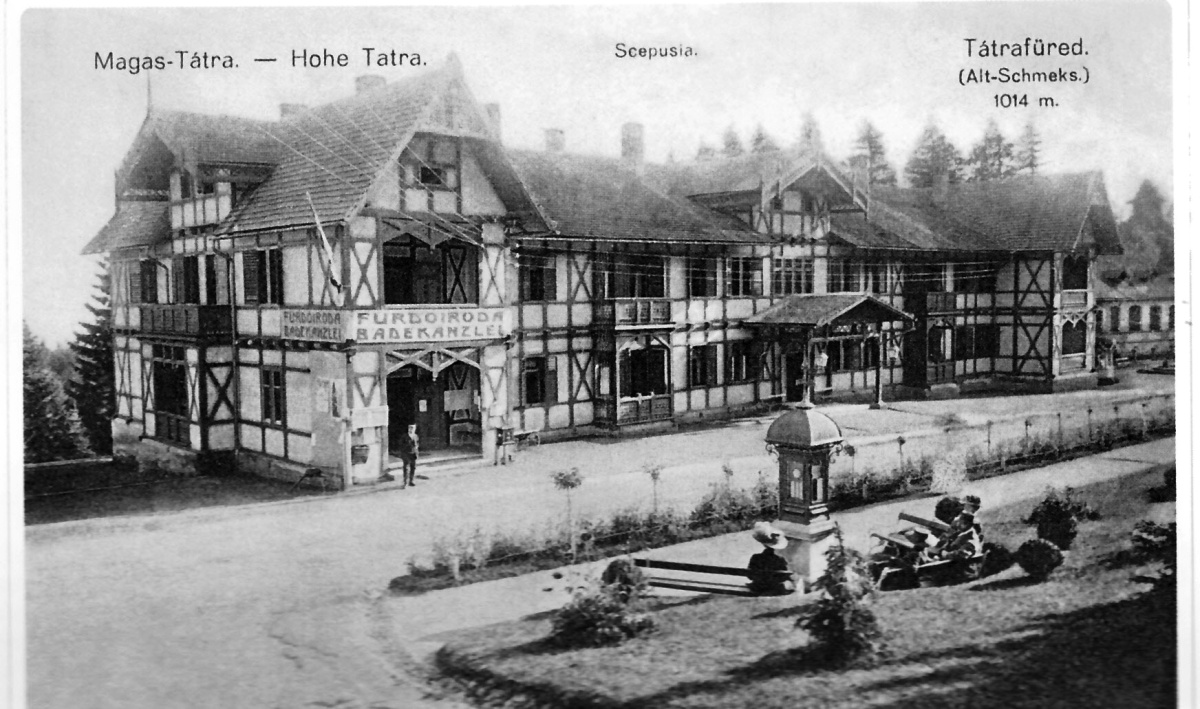
Bývalý hotel Scepusia ve Starém Smokovci

S téměř shodným záměrem projektoval ve Starém Smokovci „Csákyho dom“ (1898–1990). Inspirací jeho hrázděné konstrukce byly britské, francouzské a německé předlohy. Na této stavbě využil svou secesní zálibu ve východním umění. Ta se projevila ve tvarech a výzdobě štítů na severní fasádě, volně inspirovaných japonskou architekturou. Na východní fasádě použil karpatský tvar střechy ve tvaru polovalbového štítu s lomenicí. Hotel byl podle Hoepfnerova projektu v letech 1916–1917 společně se sousedním hotelem Scepusia stavebními úpravami přestavěn na sanatorium Tatra. Hotelová část byla zbourána po přízemí po požáru v roce 1980. V současnosti torzo slouží jako polyfunkční komplex Tatra.
Vedle zbytků bývalého Csákova hotelu (nyní Tatra) stojí bývalý lázeňský dům (nyní Centrál). Byl postaven v letech 1901–1903. I zde, jako i na jiných tatranských stavbách se objevují hrázděné motivy karpatského stavitelství (zvláště střech), secesní interiérová výzdoba a vitráže.
Nejvýznamnějšími objednávkami pro Hoepfnera byly projekty tří grandhotelů. Objednavatelé žádali exkluzivitu. Ta se měla projevit nejen v samotném vzhledu hotelů, ale i v interiérech a technickém vybavení hotelů. Jako první navrhl pro Spišskou úvěrovou banku Grandhotel ve Starém Smokovci (1903–1904, přístavba restauračního křídla 1905). V přízemí jsou dveře secesního tvaru písmene omega. Střešní silueta zaujme zalomeným půdorysem a je citlivě včleněna do horského prostředí. Hrázděnou konstrukci architekt odvodil od britských vzorů.

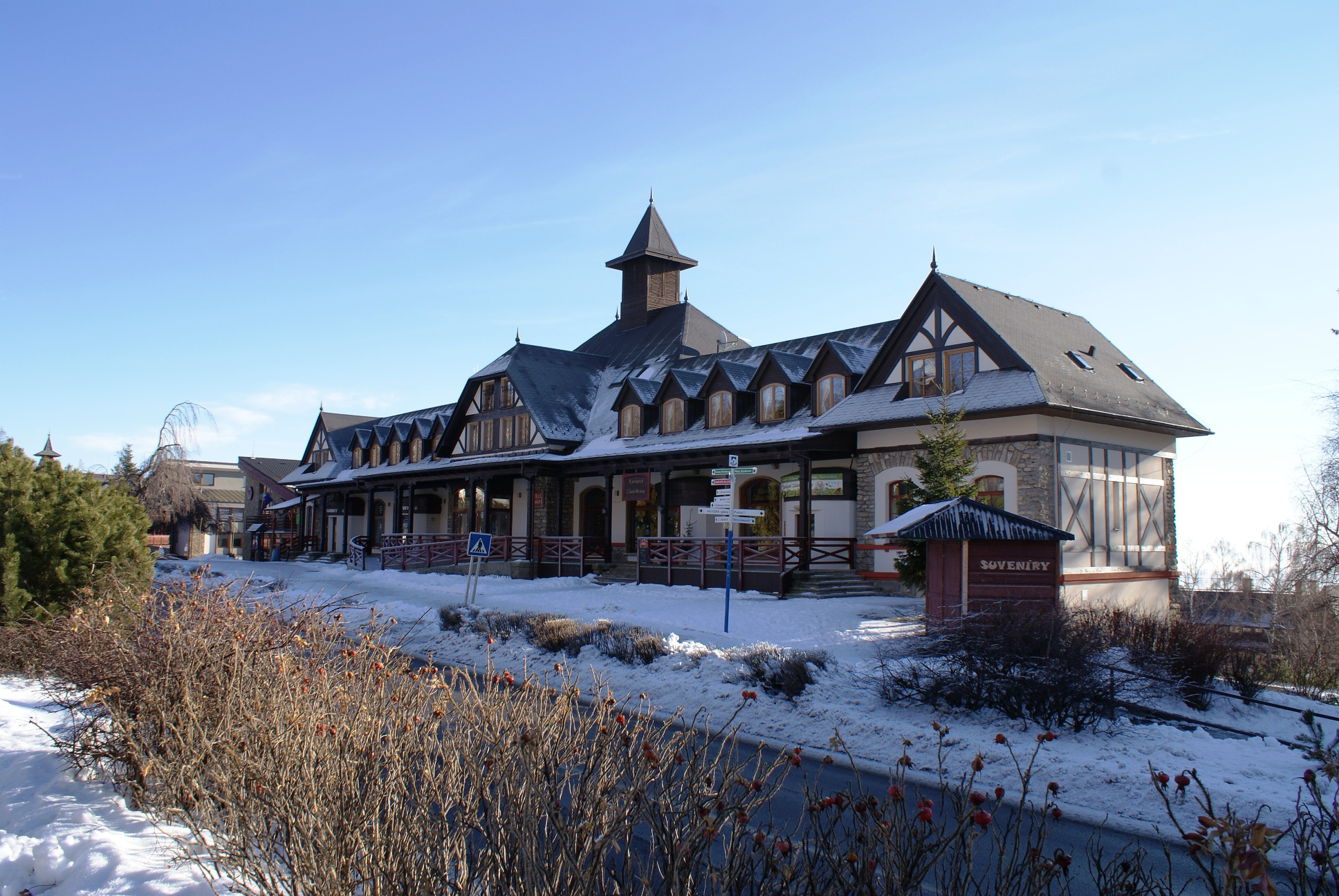
Bývalý „Kúpeľný dom“ ve Starém Smokovci

Další dva hotely navrhl ve spolupráci s Gézou Györgyim pro „Mezinárodní společnost lůžkových vozů“ (Compagnie Internationale des Wagons-Lits), která si od státu pronajala Štrbské Pleso a lázně v Tatranské Lomnici.

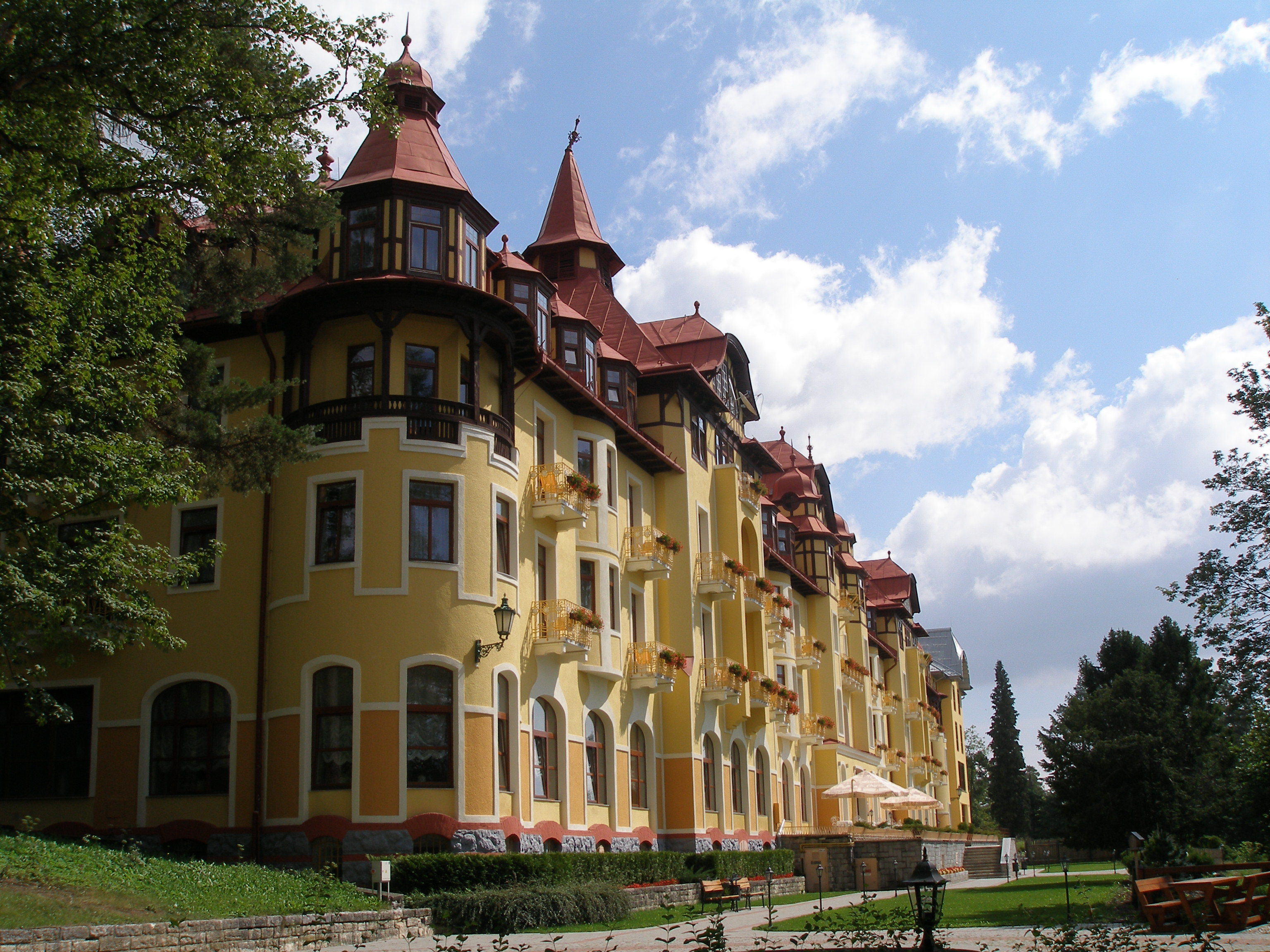
Grandhotel Praha, Tatranská Lomnica

V roce 1905 byl otevřen Tatra Pallace Hotel (nyní Grandhotel Praha). Prostorové řešení dvoupodlažní haly, při němž se uplatnilo schodiště s galerií, bylo inspirováno britskou architekturou. Hlavní společenské prostory (poschoďová hala a restaurace) měly bohatou secesní štukovou výzdobu.

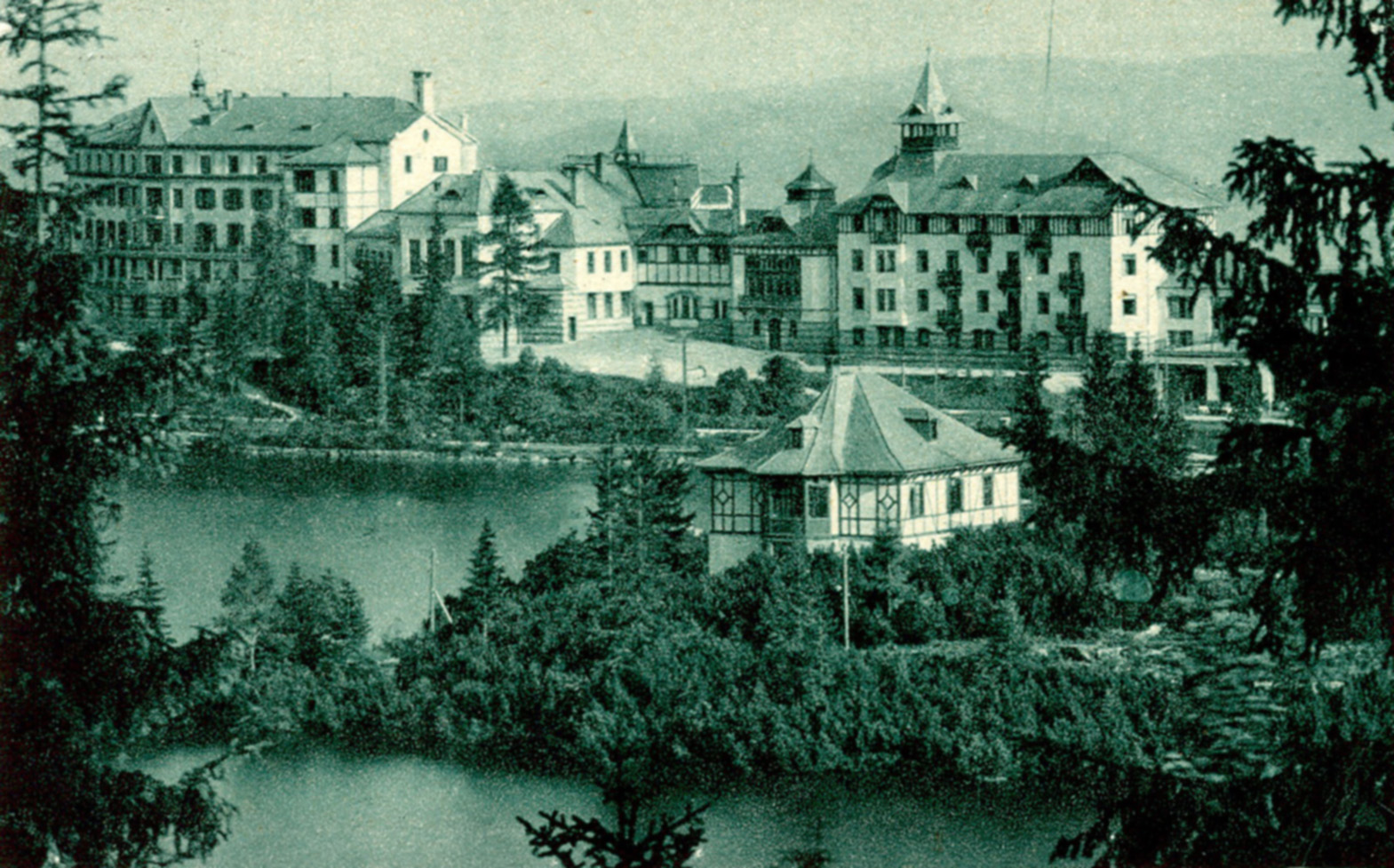
Hoepfnerův Grandhotel na Štrbském Plese s pozdějšími přístavbami

Grandhotel (pozdější Kriváň) na Štrbském Plese (1904–1906) má rozdělen ubytovací a společensko-stravovací provoz do dvou částí. Fasády ubytovací části hotelu jsou strohé, ale i zde navrhl hrázděnou konstrukci, inspirovanou britskými a severofrancouzskými předlohami. Vnitřní restaurační a společenská část hotelu je bohatší a členitější, využívající ve větší míře bohatou škálu přírodních materiálů. Na architektuře odrážející vliv britského uměleckého hnutí „Arts & Crafts“ se setkávají historizující a secesní motivy. Hoepfner s Györgyim navrhovali i zařízení interiérů.

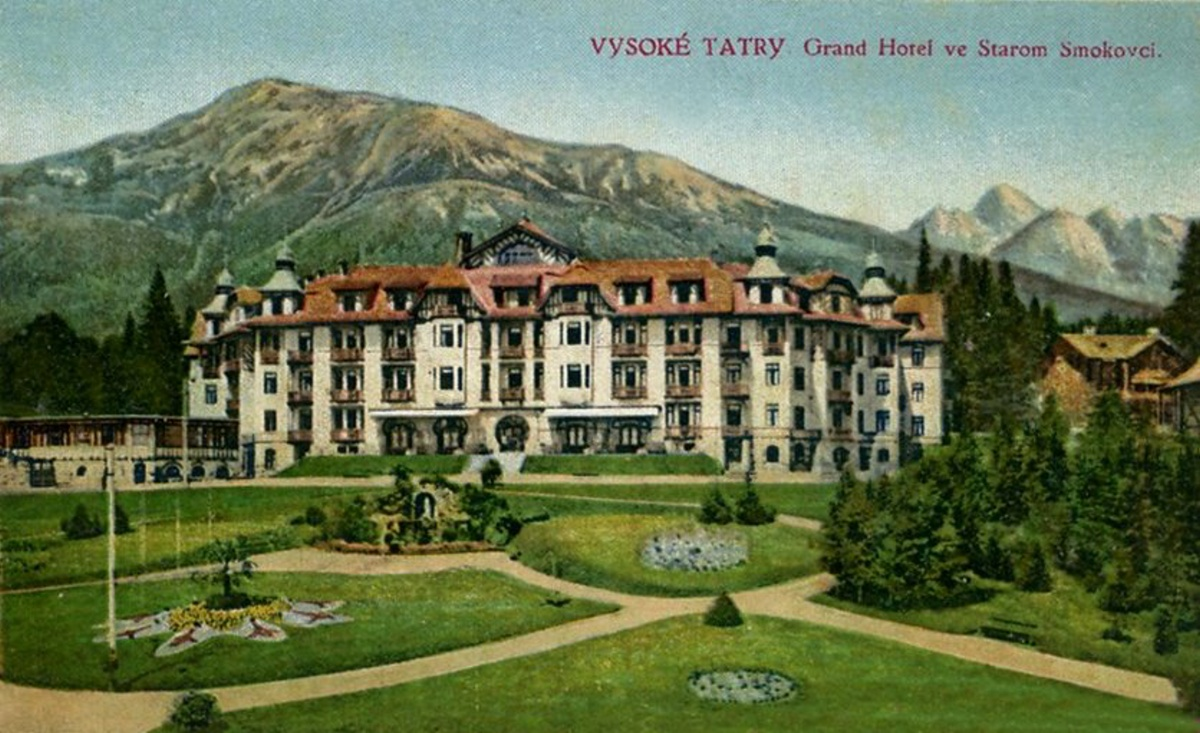
Grandhotel Starý Smokovec

Nové tendence ve znamení avantgardy a moderny se objevily v Hoepfnerově tvorbě v předvečer první světové války. Projevily se na projektu polyfunkčního objektu kavárny, která byla řešena jako přístavba k Grandhotelu Kriváň na Štrbském Plese (1914–1917). Ačkoliv byl tento pozoruhodný objekt, naposledy zvaný „Končistá“, vyhlášen národní kulturní památkou, byl v roce 2004 zbourán.
Posledním částečně realizovaným projektem byla hotelová přístavba k grandhotelu na Štrbském Plese. Po vzniku Československa byla rozestavěná stavba dokončena podle nového projektu Aloise M. Pinkase (1884-?) a otevřena v roce 1923 jako Grandhotel Hviezdoslav. V současnosti je součástí hotelového komplexu Grand Hotel Kempinski High Tatras.
Hoepfner byl autorem prvního penzionu ve Vysokých Tatrách, nazývaného „Tatranský domov“. V roce 1912 si jej nechal u Tatranské Polianky postavit ředitel lázní Starý Smokovec Dezider Reichart starší (1871–1933).